# Karl Maria Wiligut
Karl Maria Wiligut (* 10. Dezember 1866 in Wien; † 3. Januar 1946 in Arolsen; Pseudonyme: Karl Maria Weisthor, Jarl Widar, Lobesam) war ein österreichischer Okkultist und SS-Brigadeführer.

## Leben
Karl Maria Wiligut wurde in Wien römisch-katholisch getauft und trat mit 14 Jahren in die Wiener Kadettenschule ein. 1883 begann er seine Karriere im k. u. k. Infanterieregiment des serbischen Königs Milan I. als Gefreiter und wurde 1888 Leutnant. 1889 wurde er Mitglied der Vereinigung Schlaraffia. 1903 veröffentlichte er das Buch Seyfrieds Runen unter dem Namen Karl Maria Wiligut (Lobesam).
1907 heiratete er Malwine Leurs von Treuenringen aus Bozen. Aus der Ehe gingen die beiden Töchter Gertrud und Lotte hervor. Ein Zwillingsbruder eines der Mädchen starb im Kindesalter. Dies war für Wiligut eine Tragödie, da er sich nach einem männlichen Erben sehnte, um ihm sein „geheimes Wissen“ vermitteln zu können.
Ab 1908 soll er in Wien Kontakte mit völkischen und ariosophischen Kreisen und zu Mitgliedern des Lanzschen Neutemplerordens gepflegt haben. Er stand der Edda-Gesellschaft nahe und schrieb unter dem Pseudonym Jarl Widar Gedichte für deren Widar-Hefte. Wiliguts Ideen ähnelten jenen von Guido von List.
Im Ersten Weltkrieg diente er an der Süd- und Ostfront, wurde für seine Tapferkeit ausgezeichnet und 1917 zum Oberst der österreich-ungarischen Armee befördert. Nach Kriegsende zog er 1919 nach Morzg bei Salzburg, wo er sich okkulten Studien widmete.
Die Informationen über Wiliguts Leben vor dem Eintritt in die SS sind sehr unzuverlässig und stammen überwiegend aus Kreisen, in denen er verehrt wurde bzw. noch heute verehrt wird.

### Salzburger Nervenklinik (1924–1927)
Im November 1924 wurde Wiligut wegen einer paraphrenen Psychose mit Bildung von Größen- und Beeinträchtigungsideen in die Salzburger Nervenklinik eingewiesen, in der er bis zu seiner Entlassung Anfang 1927 behandelt wurde und zwischenzeitlich nach verunglückten Geldgeschäften von seiner Frau 1925 entmündigt wurde. Während seines Aufenthaltes in der Landesheilanstalt für Nerven- und Gemütskranke bezeichnete sich Wiligut als Seher und erklärte, der einzige Überlebende des Unterganges von Atlantis zu sein. Er spielte als Wahrsager eine wichtige Mittlerrolle bei der Verankerung des Glaubens an den neuzeitlichen Atlantismythos, als festem Bestandteil des völkischen Okkultismus, wonach die Arier direkt aus der vermeintlich untergegangenen atlantidischen Zivilisation hervorgegangen seien. Diese Anschauungen wurden später hauptsächlich im Umfeld Himmlers wachgehalten. 1925 behauptete er, eine prähistorische Fundstelle ausfindig gemacht zu haben, die die These der Welteislehre, eine völkisch-okkultistische Vorwelttheorie des österreichischen Ingenieurs Hanns Hörbiger, stütze.

### Flucht nach Deutschland (1932)
1932 floh Wiligut vor seiner Familie und der Schande des jahrelangen Aufenthaltes in der Nervenheilanstalt nach Deutschland, wo er sich im Münchener Stadtteil Bogenhausen niederließ. Hier führte er seine Ahnenforschungen fort und wurde unter Runenokkultisten populär.

### Karriere in der SS und im Rasse- und Siedlungshauptamt (RuSHA) (ab 1933)
Der SS-Offizier und Mitglied des Neutempler-Ordens Richard Anders machte Wiligut 1933 auf einer Konferenz der Nordischen Gesellschaft mit Heinrich Himmler bekannt. Im September 1933 trat Wiligut als Hauptsturmführer unter dem Pseudonym „Karl Maria Weisthor“ der SS bei (SS-Nummer 10.955), und wurde Himmlers engster Ratgeber in Sachen Okkultismus. Im Oktober 1934 wurde er zum Leiter des Archivs im Rasse- und Siedlungshauptamt (RuSHA) ernannt, wo er einen bedeutenden Einfluss auf die Abteilung für Vor- und Frühgeschichte ausübte. Zum 20. April 1934 wurde er seinem ehemaligen militärischen Rang (Oberst) in der österreichischen Armee entsprechend zum SS-Standartenführer befördert, zum 9. November 1934 wurde er zum SS-Oberführer und zum 9. November 1936 zum SS-Brigadeführer ernannt.
Im Auftrag Himmlers führte er von 1933 bis 1939 prähistorische Studien durch.
Als Himmler mit Richard Walther Darré auf der Suche nach einem passenden Gebäude für die SS in Westfalen war, lenkte der Architekt Hermann Bartels am 3. November 1933 in Absprache mit dem Regierungspräsidenten und Jutta von Oeynhausen die Aufmerksamkeit auf die Wewelsburg bei Paderborn. Wiligut war an der Entwicklung der SS-Rituale beteiligt. Sein Einfluss auf den befreundeten Burghauptmann der Wewelsburg, Manfred von Knobelsdorff, inspirierte diesen, den Irminenglauben wiederzubeleben und „germanische“ Hochzeitszeremonien für SS-Führer und deren Bräute sowie jährliche Sonnenwend- und Julfeiern für die SS und die Dorfleute von Wewelsburg zu veranstalten. Wiligut war eine Zeit lang führend an der Umgestaltung der Wewelsburg zu einer Ordensburg der SS beteiligt. Im Nordturm der Burg gestaltete er ein Bodenornament, dessen Form später für das Symbol der Schwarzen Sonne übernommen wurde.

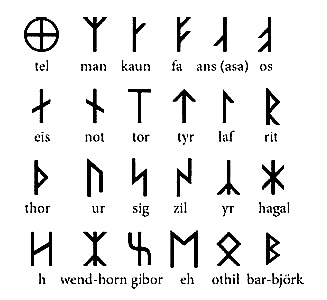
Von Wiligut entworfene Runen

Er entwarf den Totenkopfring der SS, befasste sich mit Runen, Heraldik und Symbolkunde und gab an, hellseherische Fähigkeiten zu besitzen. So beriet er auch seinen persönlichen Freund Heinrich Himmler in Fragen der Astrologie. Aufgrund seines Einflusses wurde er auch als „Himmlers Rasputin“ bezeichnet. Wiligut legte die zeremoniellen Elemente fest, die die SS-Ideologie, die Ziele der Rassenreinheit und die territoriale Eroberung in einen geweihten Rahmen einbetten sollten.
Wiligut beriet Himmler in weltanschaulichen Fragen, war ab Januar 1936 im RuSHA mit Sonderaufgaben betraut und war neben dem mit ihm konkurrierenden Alexander Langsdorff an der Einrichtung der Abteilung Vor- und Frühgeschichte des RuSHAs beteiligt. Wiligut und Himmler verband das Interesse für okkulte, esoterische und mythologische Themen. Wiligut behauptete von sich selbst, er und seine Familie stammten direkt von den Asen ab und seien deren letzte verbliebene Traditionsträger.

### Entlassung aus der SS (1939)
Zum 1. Januar 1939 musste er die SS verlassen, weil er zunehmend als Scharlatan entlarvt wurde und wegen seines Medikamenten- und Alkoholmissbrauchs nicht mehr in der SS zu halten war. Damals wurde auch sein Aufenthalt in einer Salzburger Nervenheilanstalt von 1924 bis 1927 öffentlich bekannt sowie die Entmündigung durch seine Frau im Jahr 1925. Zudem hatte Hitler nunmehr öffentlich gegen den Okkultismus Stellung bezogen. Himmler gab dennoch die Beziehung zu Wiligut nicht völlig auf und holte mehrmals seinen Rat ein. Im Sommer 1940 entwarf Wiligut ein Grabzeichen für gefallene SS-Mitglieder. Ebenfalls 1940 lenkte er Himmlers Interesse auf archäologische Funde aus dem Neolithikum im Tal des irakischen Kleinen Zabs in der Provinz von Erbil. Wiligut meinte, hier einen Teil des legendären Inselreichs „Atlantis“ gefunden zu haben und selbst von einem der damaligen Zauberer abzustammen. Nach seiner Entlassung aus der SS lebte Wiligut noch einige Jahre in der mittelalterlich geprägten Stadt Goslar, der er sich sehr verbunden fühlte.

## Auszeichnungen
- Österreichisches Militärverdienstkreuz III. Klasse mit Kriegsdekoration und Schwertern
- Österreichisches Silberne Militärverdienstmedaille am Bande des Militärverdienstskreuzes mit Schwertern
- Österreichisches Bronzene Militärverdienstmedaille am Bande des Militärverdienstskreuzes mit Schwertern
- Militär-Jubiläumskreuz
- Jubiläumserinnerungsmedaille
- Erinnerungskreuz 1912/13
- Karl-Truppenkreuz
- Verwundetenmedaille
- Österreichische Kriegserinnerungsmedaille mit Schwertern
- Medaille zur Erinnerung an den 13. März 1938
- Medaille zur Erinnerung an den 1. Oktober 1938
- Kriegsverdienstkreuz (1939) II. und I. Klasse mit Schwertern
- SS-Ehrenring
- SS-Ehrendegen

## Werke
- Seyfrieds Runen. Friedrich Schalk Verlag, Wien 1903.
- Neun Gebote Gôts. 1908
- Darstellung der Menschheitsentwicklung aus der Geheimüberlieferung unserer Asa-Uana-Sippe Uiligotis. (Bundesarchiv Berlin NS 19/3671).